# Heteranthia decipiens
Heteranthia  es un género monotípico de plantas con flores perteneciente a la subfamilia Schwenckioideae, incluida en la familia de las solanáceas (Solanaceae). Su única especie: Heteranthia decipiens, es nativa de Brasil.

## Taxonomía
Heteranthia decipiens fue descrita por Nees & Mart. y publicado en Nova Acta Physico-medica Academiae Caesareae Leopoldino-Carolinae Naturae Curiosorum Exhibentia Ephemerides sive Observationes Historias et Experimenta 11(1): 41, pl. 3, en el año 1823.
Sinonimia
- Vrolikia polygaloides Spreng.[2]